# Дольфин, Джованни (1545—1622)
Джова́нни Дольфи́н (итал. Giovanni Dolfin, лат. Ioannes Dolfinus; 15 декабря 1545, Венеция, Венецианская республика — 25 ноября 1622, там же) — итальянский кардинал, государственный деятель и дипломат Венецианской республики, прокуратор Святого Марка. Епископ Виченцы с 24 ноября 1603 по 19 июня 1606. Камерленго Священной Коллегии кардиналов с 7 января 1619 по 13 января 1620. Кардинал-священник с 9 июня 1604, с титулом церкви Сан-Маттео-ин-Мерулана с 24 ноября 1604 по 1 июня 1605. Кардинал-священник с титулом церкви Сан-Марко с 1 июня 1605 по 23 июня 1621. Кардинал-священник с титулом церкви Сан-Джироламо-деи-Кроати с 23 июня 1621 по 23 августа 1622. Кардинал-священник с титулом церкви Сан-Карло-ай-Катинари с 23 августа по 25 ноября 1622.

## Биография

### Семья и ранние годы
Родился 15 декабря 1545 года в Венеции в многодетной семье венецианского патриция Джузеппе Дольфина и его второй супруги Марии, урождённой Контарини. Отец будущего кардинала был членом Сената Венецианской республики и Совета десяти. В некоторых источниках его фамилия указана как Дельфино или Дельфини. Несмотря на склонность к монашескому образу жизни, Джованни по желанию отца поступил в Падуанский университет, который окончил со степенью доктора гражданского и канонического права. Он занимал высокие должности в администрации Венецианской республики. Был одним из пяти Мудрых законников, осуществлявших надзор за флотом и кораблестроением, торговлей и заморскими колониями. Служил магистратом по трудовым сделкам и роскоши. Являлся одним из пяти Мудрых удельников, осуществлявших надзор за материковыми владениями Венецианской республики. В некоторых источниках его ошибочно называют подестой Беллуно с 1575 по 1577 год, который спас город от эпидемии чумы, введя в нём карантин. Однако это был не он, а его современник и полный тёзка, сын Марко Дольфина.

### Дипломатическая служба
В июле 1574 года Джованни был одним из сорока венецианских патрициев, участвовавших в торжественной встрече короля Франции Генриха III, прибывшего на корабле в Венецию. Спустя десять лет, 7 апреля 1584 года его избрали послом Венецианской республики во Французском королевстве. После своего утверждения на этой должности, 29 августа того же года он выехал из Венеции и прибыл ко двору в Париже в конце сентября. В дипломатической переписке Дольфин подробно описывал политическую ситуацию в стране своего пребывания, зарекомендовав себя в качестве талантливого дипломата. В январе 1588 года он вернулся в Венецию, а 5 августа 1589 года был назначен представителем Венецианской республики при императоре Священной Римской империи. 3 мая 1590 года, получив верительные грамоты от комиссии, Дольфин покинул Венецию и через Тренто и Инсбрук в апреле того же года прибыл в Прагу. 8 мая 1590 года его принял император Рудольф II. Двор в Праге, по наблюдениям Дольфина, не являлся центром принятия решений. Политике император предпочитал охоту, а Императорский надворный совет одинаково сдержанно реагировал как на демарши посла Венецианской республики против действий ускоков, за которыми стоял двор в Граце, так и на протесты самого эрцгерцога Внутренней Австрии, жаловавшегося на ответные действия венецианского флота в отношении пиратов. В депеше на родину Дольфин дал развёрнутую характеристику новому гарнизону в Сенье, главном городе местных ускоков. В другой депеше в сентябре 1591 года им была передана просьба имперского министра Джакомо Курцио содействовать исследованиям астронома Тихо Браге, направлявшегося в Венецию. Затем дипломат выехал в Вену для решения вопросов, связанных с импортом зерна и мяса. Чтобы сбить цену, он много говорил о том, что империя является не единственным поставщиком Венецианской республики, и в декабре 1591 года переслал на родину прошение француза Николя Барнаваля об открытии в Венеции сети пекарен. В сентябре 1592 года у Дольфина начались проблемы со здоровьем. Сначала это были частые головокружения. В марте 1593 года его разбила лихорадка. Лечение, прописанное ему врачом императора, Симоне Симони, не принесло облегчения. Поэтому в июне 1593 года Дольфин был отозван на родину. 27 июля того же года он тяжело больным человеком покинул Прагу и в начале сентября прибыл в Венецию.
11 мая 1594 года Дольфин был назначен чрезвычайным послом Венецианской республики при короле Франции. 6 октября того же года, вместе с Пьетро Дуодо — обычным послом Венецианской республики во Французском королевстве, он выехал из Венеции и прибыл в Париж в конце января 1595 года. После приёма при дворе, дипломат в начале февраля имел две аудиенции у короля Генриха IV, во время которых монарх подтвердил союзнические отношения между Парижем и Венецией и просил Дольфина о протекции в Риме, куда дипломат уже был назначен представителем Венецианской республики при Святом Престоле. 5 сентября 1595 года Дольфин получил верительные грамоты от комиссии и отбыл в Рим, куда прибыл 19 октября того же года и был представлен римскому папе Клименту VIII. Почти сразу ему пришлось участвовать в переговорах по решению торговых и финансовых проблем, а также спорных вопросов о церковном имуществе, локальных конфликтах в приграничных территориях между Венецией и Святым Престолом. Понтифик выражал недовольство нежеланию венецианцев участвовать в войне империи против османов. Несмотря на многочисленные трения между Венецией и Римом, Дольфину удавалось поддерживать добрососедские отношения Венецианской республики и Папского государства. Не без его участия 5 июня 1596 года понтифик назначил кардиналами трёх венецианцев — Лоренцо Приули, Франческо Мантики и Франческо Корнера. Кроме того дипломат поддерживал интересы Французского королевства при Святом Престоле. В конце марта 1598 года он переехал в Феррару, куда в начале мае того же года прибыл римский папа. В конце июня 1598 года, получив благословение понтифика Сенату Венецианской республики, Дольфин отбыл в Венецию, где 22 июня ему устроили торжественную встречу. С собой дипломат привёз реликвии Иоанна Крестителя, переданные римским папой венецианцам. На следующий день он был избран в Большой совет.
17 октября 1598 года Дольфин был назначен чрезвычайным послом Венецианской республики в Испанском королевстве, вместе с обыкновенным послом Франческо да Молиной. В апреле 1599 года он отбыл из Венеции и в июле прибыл в Барселону, где его принял новый король Испании Филипп III. В сентябре Дольфин вернулся на родину. В июле 1600 года его назначили реформатором Падуанского университета. На этой должности он из личного жалования выделил грант Галилео Галилеи, находившемуся в затруднительном материальном положении. Весной 1601 года Дольфин представлял Венецианскую республику на свадьбе короля Франции Генриха IV и Марии Медичи. В марте 1602 года он вошёл в состав венецианской инквизиции.